# Liste der Monuments historiques in Rambouillet
Die Liste der Monuments historiques in Rambouillet führt die Monuments historiques in der französischen Gemeinde Rambouillet auf.

## Liste der Bauwerke
| Bezeichnung                        | Beschreibung | Standort                                                  | Kennzeichnung | Schutzstatus   | Datum               | Bild |
| ---------------------------------- | ------------ | --------------------------------------------------------- | ------------- | -------------- | ------------------- | ---- |
| Schloss Rambouillet                |              | Place de la Libération (Lage)                             | PA00087581    | Inscrit Classé | 1977 2010           |      |
| Pferdeställe des Comte de Toulouse |              | (Lage)                                                    | PA00087582    | Classé         | 1967                |      |
| Kirche St-Lubin-St-Jean-Baptiste   |              | (Lage)                                                    | PA78000017    | Inscrit        | 2003                |      |
| Hôtel des Postes                   |              | 1, place André-Thomé-et-Jacqueline-Thomé-Patenotre (Lage) | PA78000010    | Inscrit        | 1999                |      |
| Hôtel de Ville                     |              | (Lage)                                                    | PA00087583    | Inscrit        | 1965                |      |
| Pavillon du Roi de Rome            |              | Place du Roi-de-Rome Rue du Général-de-Gaulle (Lage)      | PA00087584    | Inscrit Classé | 1966 1989 1995 2016 |      |
| Pavillon de Toulouse               |              | 8, rue de la Motte (Lage)                                 | PA00087585    | Inscrit        | 1980                |      |

## Liste der Objekte

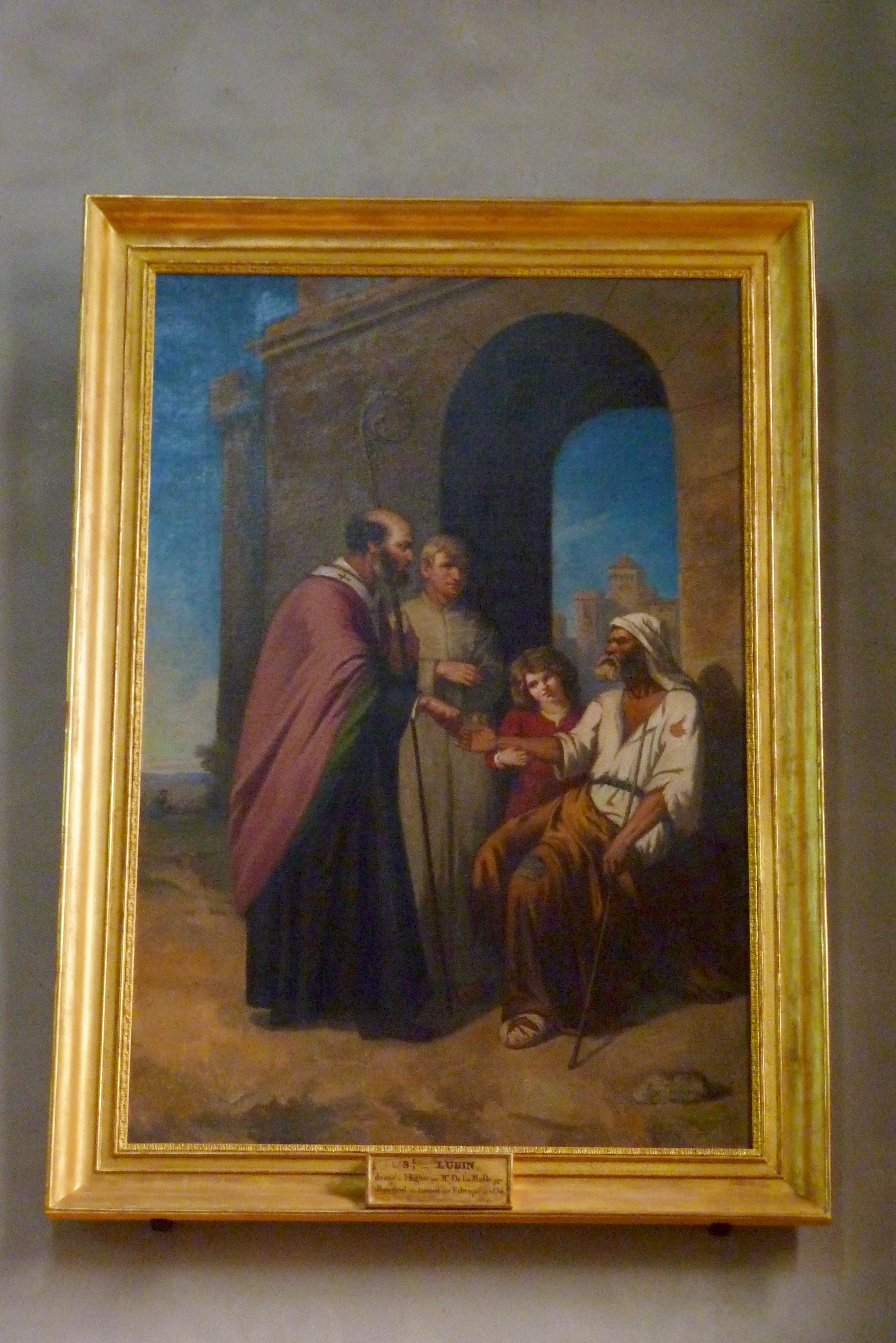
Ölgemälde Saint Lubin besucht die Kranken von Eugène Tourneux in der Kirche St-Lubin

- Monuments historiques (Objekte) in Rambouillet in der Base Palissy des französischen Kultusministeriums